# Сафин, Янис Альфирович
Янис Альфирович Сафин (род. 17 января 1988 года, Ишимбай)  —  российский спортсмен (шашки, заочные шашки). Серебряный призер чемпионата России по русским шашкам. Бронзовый призёр командного чемпионата России по международным шашкам (2014). В составе клуба Машиностроитель  занял третье место на клубном чемпионате России (2005, блиц). Чемпион Приволжского Федерального округа по русским шашкам (2016). Трижды серебряный призер командного чемпионата России по международным шашкам (2016). Чемпион Республики Башкортостан по русским и международным шашкам (2017). Чемпион России командного чемпионата по быстрым стоклеточным шашкам 2020г. Чемпион России командного чемпионата по русским шашкам (блиц) 2021г.
Мастер СЛШИ (присвоено 19.12.2007)
Мастер спорта России (присвоено 06.04.2017)